# Abbécourt
Abbécourt ist eine französische Gemeinde mit 513 Einwohnern (1. Januar 2022) im Département Aisne in der Region Hauts-de-France. Sie gehört zum Arrondissement Laon und zum Gemeindeverband Chauny-Tergnier-La Fère. Die Bewohner werden Abbecourtois und Abbecourtoises genannt.

## Geografie
Die Gemeinde Abbécourt liegt an der Oise und dem parallel verlaufenden Oise-Seitenkanal, vier Kilometer südwestlich von Chauny und etwa 30 Kilometer südlich von Saint-Quentin. Auf Höhe Abbécourt zweigt der Oise-Aisne-Kanal in Richtung Süden ab. Umgeben ist Abbécourt von den Nachbargemeinden Vesles-et-Caumont im Norden, Ognes im Nordosten, Chauny im Osten, Bichancourt im Südosten, Manicamp im Süden, Quierzy im Südwesten, Marest-Dampcourt im Westen und Neuflieux im Nordwesten.

## Bevölkerungsentwicklung
| Jahr                       | 1962 | 1968 | 1975 | 1982 | 1990 | 1999 | 2010 | 2021 |
| -------------------------- | ---- | ---- | ---- | ---- | ---- | ---- | ---- | ---- |
| Einwohner                  | 558  | 524  | 468  | 471  | 467  | 447  | 528  | 507  |
| Quellen: Cassini und INSEE |      |      |      |      |      |      |      |      |

## Sehenswürdigkeiten
- Johanneskirche (Église Saint-Jean-Baptiste), nach dem Ersten Weltkrieg wieder aufgebaut
- Kriegerdenkmal zum Gedenken an die Gefallenen in den Jahren 1870 und 1871 sowie des Ersten und Zweiten Weltkrieges
- Brücke über den Canal latéral à l’Oise, erbaut im Auftrag von Napoleon Bonaparte

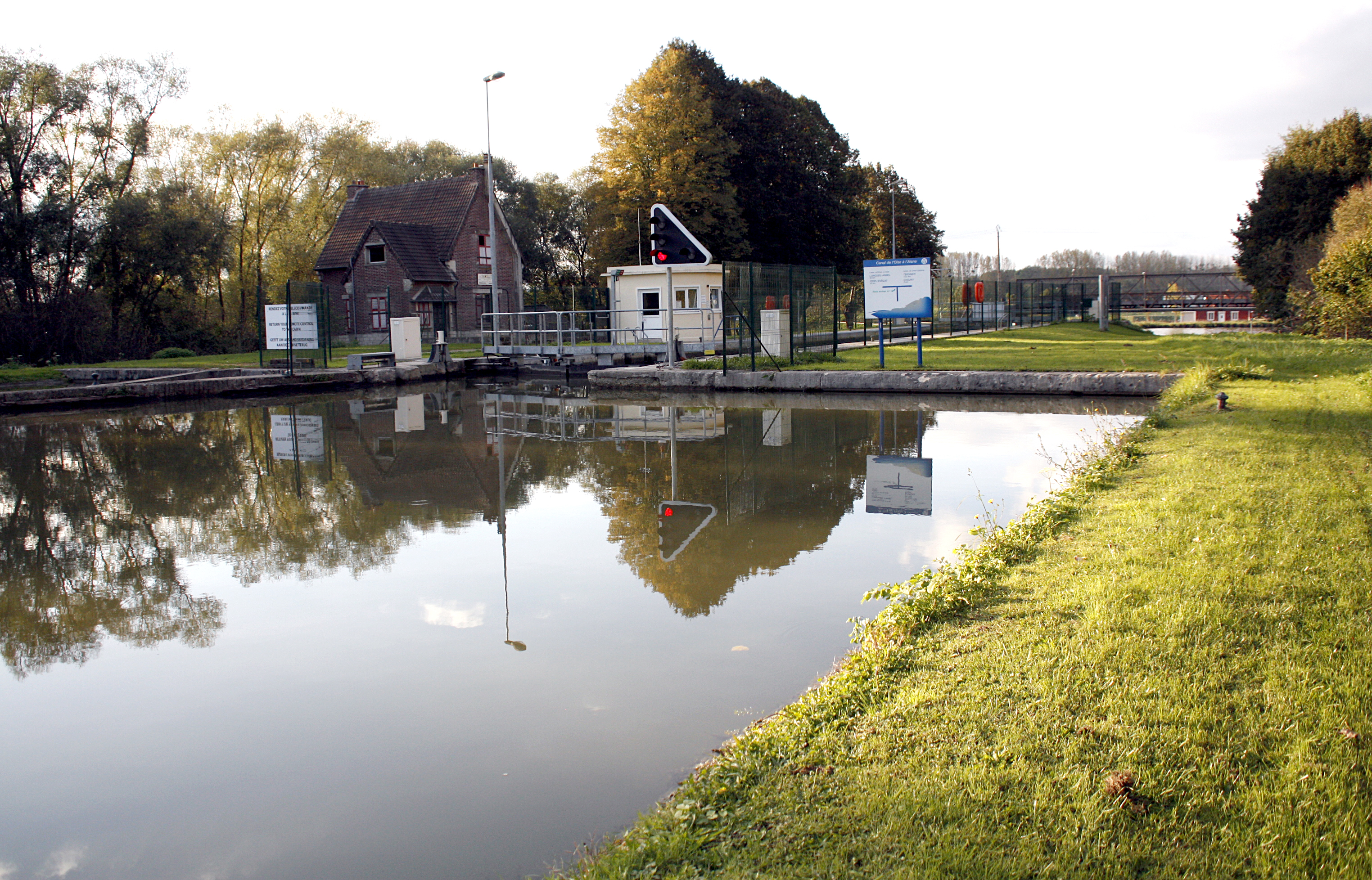
Schleuse im Oise-Seitenkanal
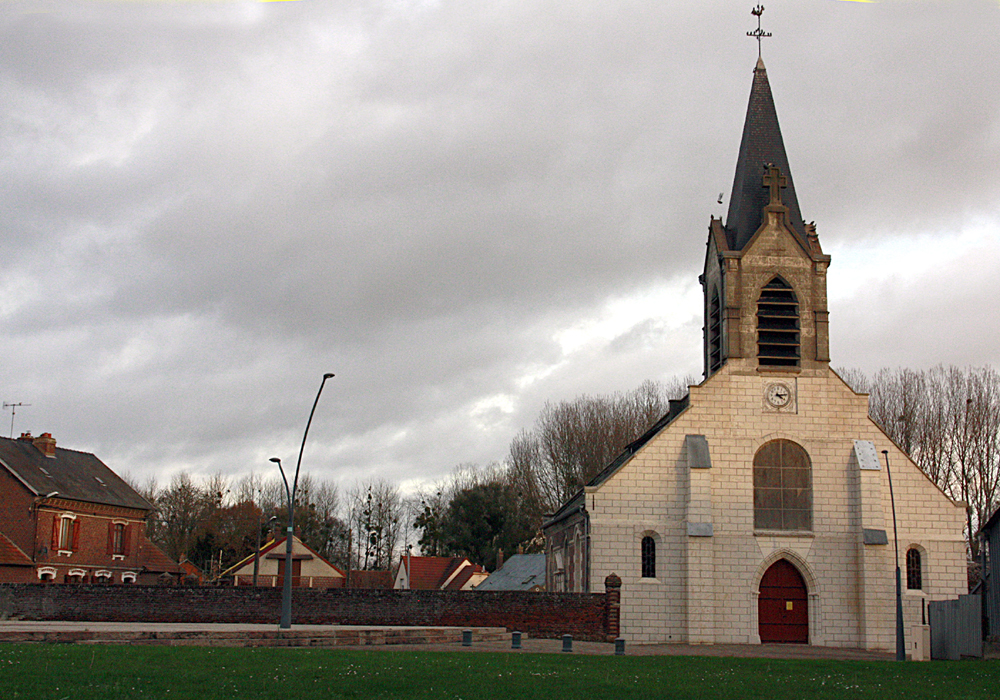
Kirche Saint-Jean-Baptiste
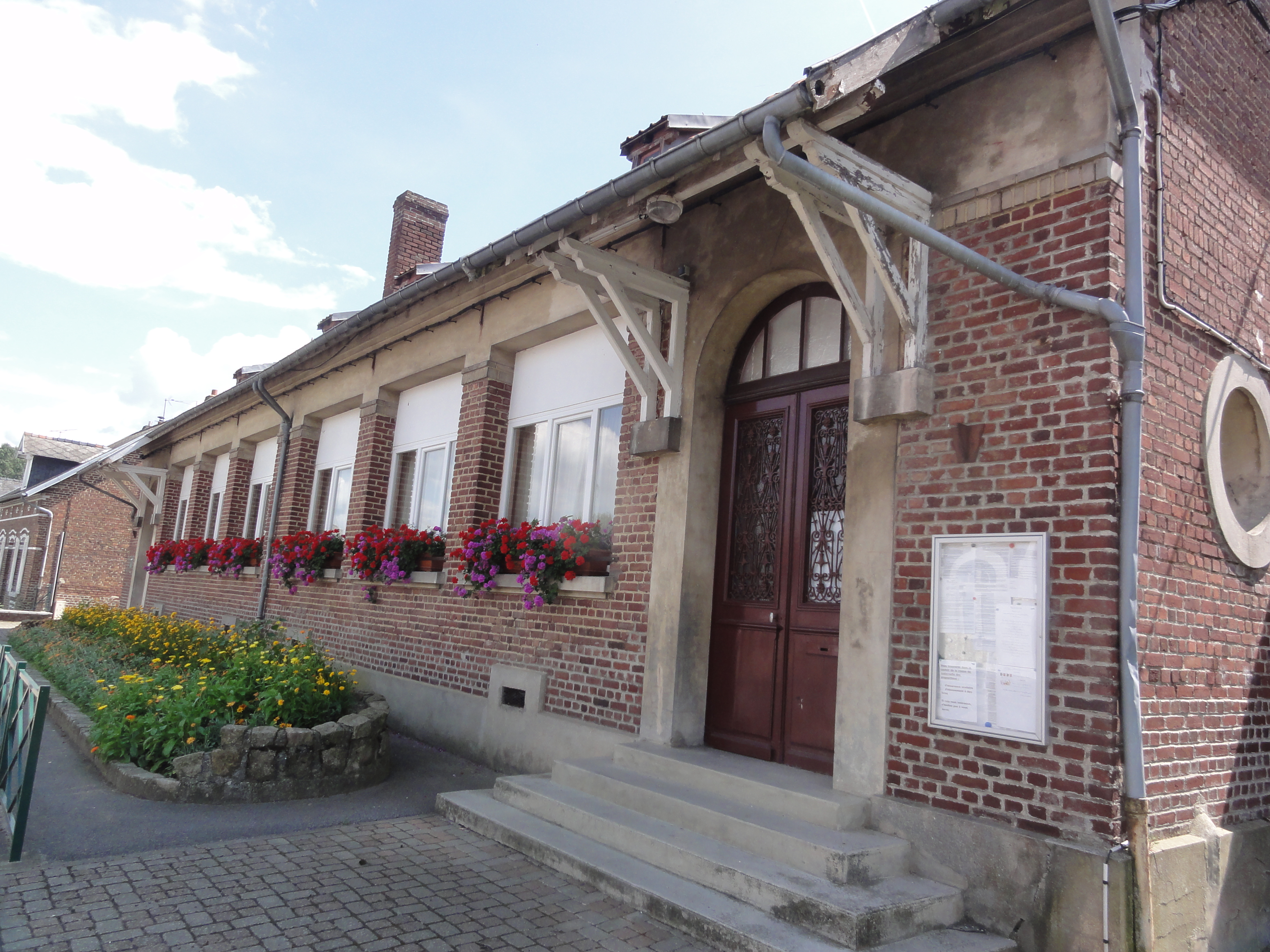
Schule
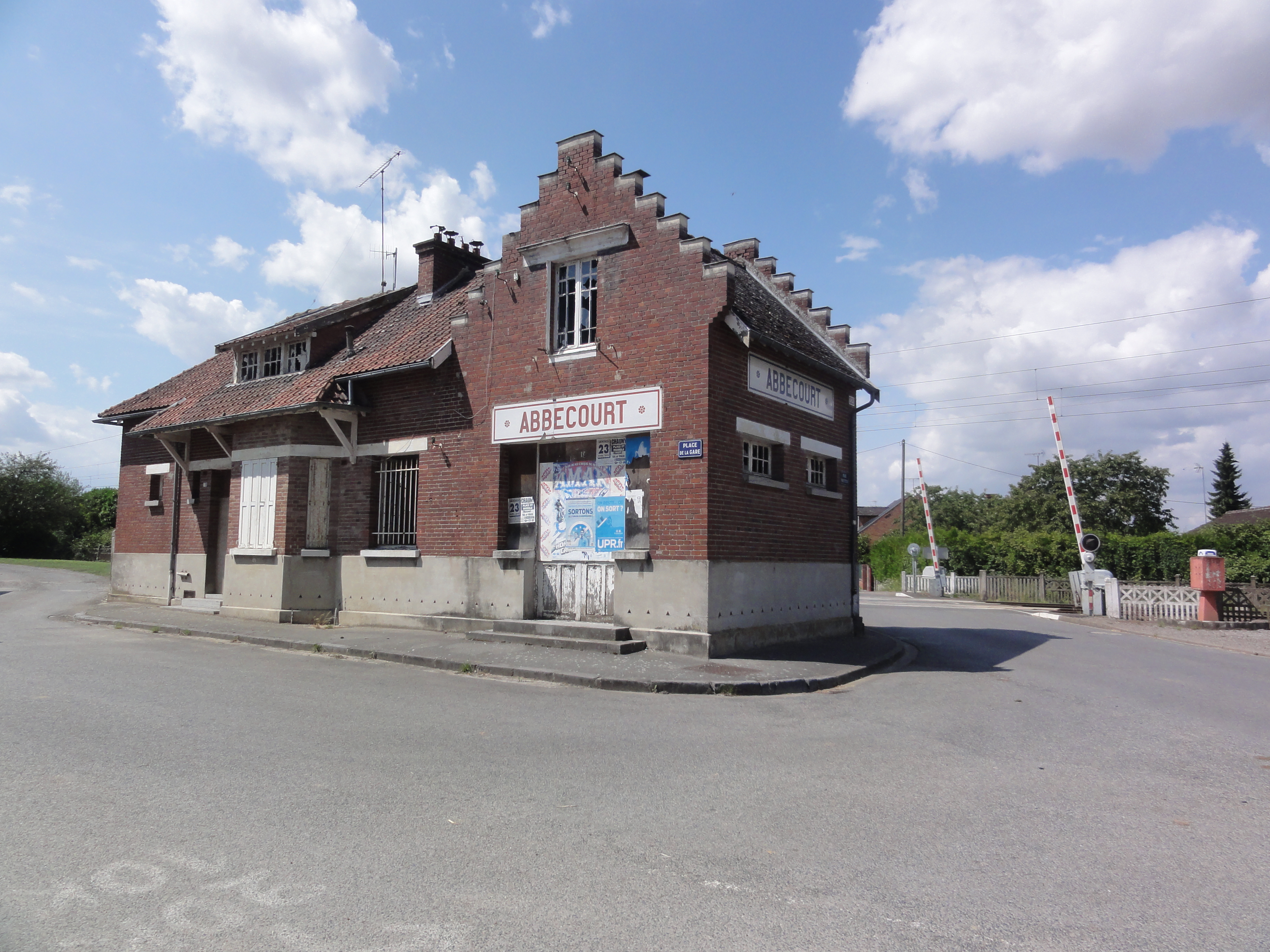
Ehemaliger Bahnhof
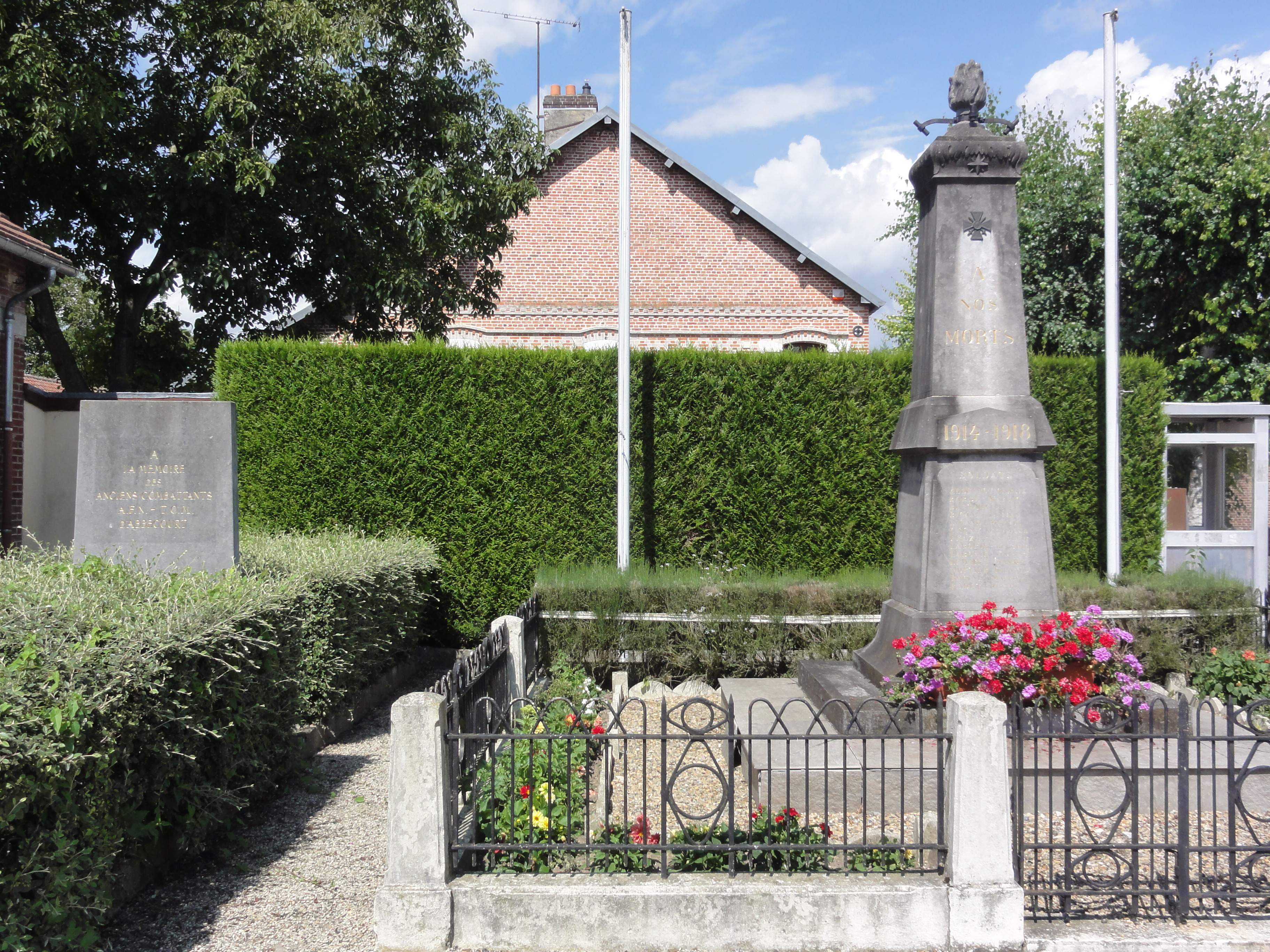
Gefallenendenkmal

### Regelmäßige Veranstaltungen
- Dorffest am vierten Sonntag im Juni
- Antiquitätenmarkt am ersten Sonntag im Oktober

## Wirtschaft und Infrastruktur
Neben Landwirtschaftsbetrieben gibt es in Abbécourt kleine metallverarbeitende Unternehmen sowie eine Schreinerei.
Durch Abbécourt verläuft die Bahnlinie von Creil nach Jeumont als Teil der alten Bahntrasse von Paris nach Brüssel. Nördlich des Dorfkerns führt die Fernstraße von Saint-Quentin nach Compiègne.